# Karl Jung
Karl Theodor Jung (Frankfurt am Main, 8 de outubro de 1902 – Quiel, 28 de abril de 1972) foi um geofísico alemão.

## Vida
Karl Jung, bisneto de Heinrich Hoffmann, autor de Struwwelpeter, foi de cerca de 1931 a 1941 observador no Geodätischen Institut em Babelsberg, Potsdam. Em 1939 foi nomeado professor na echnische Hochschule Berlin. De 1941 a 1944 foi professor da Reichsuniversität Straßburg. Foi convocado para o exército, onde trabalhou com medições, cálculo de trajetórias e detecção de canhões. Em 1945 assumiu as funções de seu irmão gêmeo Heinrich Jung na Bergakademie em Clausthal-Zellerfeld, que lecionara como professor de geofísica. Heinrich Jung foi convocado para o serviço militar em 1945 e morreu nos últimos dias da guerra perto de Lauenburgo.
Karl Jung lecionou na Bergakademie além de geofísica também matemática, física e música. De 1956 a 1971 foi professor ordinário de geofísica na Universidade de Quiel. Períodos de pesquisa o conduziram a Columbus (Ohio) e Egito.
Foi duas vezes presidente da Deutsche Geophysikalische Gesellschaft.

## Livros
- Kleine Erdbebenkunde. Verständl. Wiss., 37, Springer-Verlag, Berlim 1938
- Schwerkraftverfahren in der Angewandten Geophysik. Akad. Verlagsges. Geest & Portig, Leipzig 1961

## Publicações em Handbuch
- Gravimetrische Methoden der Angewandten Geophysik. Handbuch der Experimentalphysik, Volume 25, 3. Parte., p. 49–208, Akad. Verlagsges., Leipzig 1930
- Figur der Erde. Handbuch der Physik 47, p. 534–639, Springer Verlag, Berlim, Göttingen, Heidelberg 1956